# Provincia de Occidente (Boyacá)
La Provincia de Occidente es una de las 15 Provincias de Boyacá (Colombia), está compuesta por 15 municipios al igual que la provincia del Centro, uno de los lugares de renombre es la Basílica de Chiquinquirá en donde alberga la imagen de la patrona de Colombia, la Virgen del Rosario. Una de sus principales fuentes económicas son las esmeraldas.

## Municipios
| Insignia | Nombre              | Área (km²)  | Habitantes | Altitud (m s. n. m.) | Año de fundación | Código postal |
| -------- | ------------------- | ----------- | ---------- | -------------------- | ---------------- | ------------- |
|          | Briceño             | 64 km²      | 2.297      | 1340                 | 1890             | 154670        |
|          | Buenavista          | 111 km²     | 4.626      | 2197                 | 1822             | 154840        |
|          | Caldas              | 111 km²     | 3.296      | 2650                 | 1837             | 154660        |
|          | Chiquinquirá        | 133 km²     | 60.138     | 2586                 | 1810             | 154640        |
|          | Coper               | 202 km²     | 3.798      | 950                  | 1776             | 154860        |
|          | La Victoria         | 110         | 1.177      | 1400                 | 1956             | 155001        |
|          | Maripí              | 160 km²     | 6.016      | 1245                 | 1777             | 154820        |
|          | Muzo                | 136 km²     | 9.016      | 843                  | 1559             | 154880        |
|          | Otanche             | 512 km²     | 8.541      | 1050                 | 1960             | 155060        |
|          | Pauna               | 259 km²     | 7.546      | 1121                 | -                | 154801        |
|          | Quípama             | 182 km²     | 5.209      | 1205                 | 1986             | 155020        |
|          | Saboyá              | 246 km²     | 14.471     | 2625                 | 1556             | 154601        |
|          | San Miguel de Sema  | 90 km²      | 3.167      | 2615                 | 1915             | 153820        |
|          | San Pablo de Borbur | 193,9 km²   | 7.027      | 678                  | 1959             | 155040        |
|          | Tununguá            | 73 km²      | 1.627      | 1246                 | 1962             | 154680        |
|          | Total               | 2.582,9 km² | 137.952    | -                    | -                | -             |

## Límites
Los límites de la provincia son:
| Noroeste: ZMEB         | Norte: Santander  | Nordeste: Santander   |
| Oeste: Cundinamarca    |                   | Este: Ricaurte        |
| Suroeste: Cundinamarca | Sur: Cundinamarca | Sureste: Cundinamarca |